# Chartella membranaceotruncata
Chartella membranaceotruncata är en mossdjursart som först beskrevs av Smitt 1868.  Chartella membranaceotruncata ingår i släktet Chartella och familjen Flustridae. Inga underarter finns listade i Catalogue of Life.